# Darkhorn
Darkhorn, anche sottotitolato Darkhorn: Realm of the Warlords sulla confezione, è un videogioco pubblicato nel 1987 per Apple II e Commodore 64 dalla divisione Microcomputer Games della Avalon Hill. È un wargame su una mappa a scacchiera, ma giocato simultaneamente in tempo reale, caratteristica nuova nel suo genere all'epoca, che lo rende anche uno dei primi titoli di strategia in tempo reale.

## Modalità di gioco
Ogni partita è una battaglia tutti contro tutti tra quattro fazioni, ciascuna controllata da un giocatore o dal computer; possono quindi partecipare fino a quattro giocatori simultaneamente sulla stessa macchina, usando diversi joystick, paddle o gruppi di tre tasti.
L'ambientazione è fantasy e le quattro fazioni sono umani, nani, elfi e changeling (non una razza in realtà, ma un misto delle altre tre), ciascuna con proprie capacità distintive. Ogni fazione può reclutare anche unità di razze differenti, ma a un costo maggiore.
L'area di gioco è una schermata fissa con una scacchiera di 10x6 caselle, ciascuna costituita da un tipo di terreno (città, bosco, montagna, ecc.) con un certo bonus in difesa, difficoltà di attraversamento e soprattutto capacità di reclutamento di nuove armate. Quattro caselle nei pressi dei quattro angoli contengono le torri che sono le basi di partenza di ogni fazione e gli obiettivi da conquistare. Si può affrontare una singola battaglia o una campagna, sulle otto mappe predefinite o su mappe generate casualmente e salvabili su disco.
Ogni casella può contenere un esercito di più unità; l'esercito attualmente selezionato appare con un'icona più grande e viene descritto in dettaglio nella parte bassa dello schermo. I vari comandi che può ricevere sono movimento, suddivisione in più eserciti, fortificazione, reclutamento di altre unità; ogni comando richiede dei punti azione, che vengono accumulati col passare del tempo. Per i combattimenti ci sono due opzioni, farli risolvere in automatico dal computer o giocarli manualmente; nel secondo caso la mappa strategica va in pausa e appare una piccola visuale di profilo delle unità, che si affrontano una alla volta in un semplice picchiaduro.